# LOVB Madison 2025
Questa voce raccoglie le informazioni riguardanti la LOVB Madison nella stagione 2025.

## Stagione
La LOVB Madison partecipa per la prima volta alla League One Volleyball, classificandosi al terzo posto in regular season: viene poi eliminata dalla LOVB Omaha ai quarti di finale dei play-off scudetto.
Alla LOVB Classic si classifica invece al sesto posto, venendo sconfitta prima dalla LOVB Houston e poi dalla LOVB Salt Lake.

## Organigramma societario
Area direttiva
- Presidente: LOVB

Area tecnica
- Allenatore: Matthew Fuerbringer
- Assistente allenatore: Giuliano Ribas

## Rosa
| N° | Nome                   | Ruolo | Data di nascita  | Nazionalità sportiva |
| -- | ---------------------- | ----- | ---------------- | -------------------- |
| 1  | Daly Santana           | S     | 19 febbraio 1995 | Porto Rico           |
| 2  | Anna Stevenson         | C     | 8 luglio 1999    | Stati Uniti          |
| 3  | Mariena Hayden         | S     | 29 giugno 1998   | Stati Uniti          |
| 4  | Milica Medved          | L     | 16 gennaio 2002  | Serbia               |
| 5  | Wang Simin             | L     | 13 dicembre 1997 | Cina                 |
| 6  | Jennifer Geerties      | S     | 5 aprile 1994    | Germania             |
| 7  | Lauren Carlini         | P     | 28 febbraio 1995 | Stati Uniti          |
| 8  | Claire Felix           | C     | 27 gennaio 1995  | Stati Uniti          |
| 9  | Claire Chaussee        | S     | 15 maggio 2000   | Stati Uniti          |
| 10 | Taylor Sandbothe       | C     | 15 dicembre 1994 | Stati Uniti          |
| 11 | Andrea Drews           | O     | 25 dicembre 1993 | Stati Uniti          |
| 12 | Temitayo Thomas-Ailara | S     | 4 dicembre 2000  | Stati Uniti          |
| 13 | Sarah Franklin         | S     | 27 febbraio 2002 | Stati Uniti          |
| 14 | Danica Radenković      | P     | 16 marzo 1991    | Serbia               |
| 15 | Paige Reagor           | C     | 15 giugno 2001   | Stati Uniti          |
| 27 | Ana Beatriz Corrêa     | C     | 7 febbraio 1992  | Brasile              |

## Mercato
| Acquisti                               | Acquisti               | Acquisti               | Acquisti   |
| R.                                     | Nome                   | da                     | Modalità   |
| -------------------------------------- | ---------------------- | ---------------------- | ---------- |
| P                                      | Lauren Carlini         | Aydın BB               | definitivo |
| S                                      | Claire Chaussee        | Grand Rapids Rise      | definitivo |
| C                                      | Ana Beatriz Corrêa     | Bauru                  | definitivo |
| O                                      | Andrea Drews           | JT Marvelous           | definitivo |
| C                                      | Claire Felix           | San Diego Mojo         | definitivo |
| S                                      | Sarah Franklin         | Wisconsin              | definitivo |
| S                                      | Jennifer Geerties      | Dresdner               | definitivo |
| S                                      | Mariena Hayden         | Thetis                 | definitivo |
| L                                      | Milica Medved          | Jedinstvo Stara Pazova | definitivo |
| P                                      | Danica Radenković      | -                      | definitivo |
| C                                      | Taylor Sandbothe       | Porto                  | definitivo |
| S                                      | Daly Santana           | Pinkin de Corozal      | definitivo |
| C                                      | Anna Stevenson         | Cuneo Granda           | definitivo |
| S                                      | Temitayo Thomas-Ailara | Athletes Unlimited     | definitivo |
| L                                      | Wang Simin             | UYBA                   | definitivo |
| Trasferimenti nel corso della stagione |                        |                        |            |
| C                                      | Paige Reagor           | Erfurt                 | definitivo |

| Cessioni | Cessioni | Cessioni | Cessioni |
| R. | Nome     | a        | Modalità |
| --- | -------- | -------- | -------- |
| Non sono avvenuti movimenti di mercato in uscita prima dell'annata perché la società non era attiva nella stagione precedente |          |          |          |

## Risultati

### LOVB

#### Regular season
| 10 gennaio 2025 Fort Bend Epicenter, Rosenberg            | LOVB Austin    | 3 - 0 | LOVB Madison   | 25-21, 25-23, 25-18               |
| 17 gennaio 2025 Wisconsin Field House, Madison            | LOVB Madison   | 3 - 2 | LOVB Salt Lake | 26-24, 19-25, 25-19, 16-25, 15-13 |
| 18 gennaio 2025 Wisconsin Field House, Madison            | LOVB Madison   | 1 - 3 | LOVB Omaha     | 25-20, 24-26, 15-25, 15-25        |
| 24 gennaio 2025 Liberty First Credit Union Arena, Ralston | LOVB Omaha     | 3 - 1 | LOVB Madison   | 25-20, 24-26, 25-18, 25-23        |
| 25 gennaio 2025 Liberty First Credit Union Arena, Ralston | LOVB Madison   | 2 - 3 | LOVB Atlanta   | 21-25, 25-18, 17-25, 25-20, 10-15 |
| 29 gennaio 2025 Alliant Energy Center, Madison            | LOVB Madison   | 0 - 3 | LOVB Houston   | 19-25, 17-25, 21-25               |
| 8 febbraio 2025 Maverik Center, West Valley City          | LOVB Atlanta   | 3 - 0 | LOVB Madison   | 25-20, 25-15, 25-21               |
| 21 febbraio 2025 Gateway Center Arena, College Park       | LOVB Atlanta   | 3 - 2 | LOVB Madison   | 25-15, 25-21, 23-25, 23-25, 15-7  |
| 28 febbraio 2025 Alliant Energy Center, Madison           | LOVB Madison   | 3 - 1 | LOVB Omaha     | 18-25, 25-22, 25-16, 25-21        |
| 1º marzo 2025 Alliant Energy Center, Madison              | LOVB Madison   | 3 - 0 | LOVB Austin    | 25-22, 25-21, 25-17               |
| 8 marzo 2025 Gateway Center Arena, College Park           | LOVB Madison   | 1 - 3 | LOVB Houston   | 19-25, 28-26, 28-26, 25-16        |
| 13 marzo 2025 Alliant Energy Center, Madison              | LOVB Madison   | 3 - 1 | LOVB Omaha     | 25-16, 25-17, 26-28, 25-16        |
| 20 marzo 2025 Bruin Arena, Taylorsville                   | LOVB Salt Lake | 2 - 3 | LOVB Madison   | 25-20, 15-25, 25-17, 30-32, 7-15  |
| 29 marzo 2025 Strahan Arena, San Marcos                   | LOVB Austin    | 2 - 3 | LOVB Madison   | 25-22, 23-25, 12-25, 25-23, 11-15 |
| 4 aprile 2025 Bruin Arena, Taylorsville                   | LOVB Salt Lake | 1 - 3 | LOVB Madison   | 24-26, 22-25, 25-21, 21-25        |
| 5 aprile 2025 Bruin Arena, Taylorsville                   | LOVB Madison   | 0 - 3 | LOVB Houston   | 20-25, 19-25, 21-25               |

#### Play-off
| Quarti di finale - 10 aprile 2025 KFC Yum! Center, Louisville | LOVB Madison | 1 - 3 | LOVB Omaha | 17-25, 25-18, 18-25, 21-25 |

### LOVB Classic
| Quarti di finale - 14 febbraio 2025 Municipal Auditorium, Kansas City | LOVB Houston   | 3 - 0 | LOVB Madison | 25-20, 25-23, 25-18        |
| Finale 5º posto - 16 febbraio 2025 Municipal Auditorium, Kansas City  | LOVB Salt Lake | 3 - 1 | LOVB Madison | 17-25, 25-21, 25-19, 25-17 |

## Statistiche

### Statistiche di squadra
| Competizione | Punti | In casa | In casa | In casa | In trasferta | In trasferta | In trasferta | Campo neutro | Campo neutro | Campo neutro | Totale | Totale | Totale |
| Competizione | Punti | G       | V       | P       | G            | V            | P            | G            | V            | P            | G      | V      | P      |
| ------------ | ----- | ------- | ------- | ------- | ------------ | ------------ | ------------ | ------------ | ------------ | ------------ | ------ | ------ | ------ |
| LOVB         | -     | 6       | 4       | 2       | 5            | 3            | 2            | 6            | 1            | 5            | 17     | 8      | 9      |
| LOVB Classic | -     | -       | -       | -       | -            | -            | -            | 2            | 0            | 2            | 2      | 0      | 2      |
| Totale       | -     | 6       | 4       | 2       | 5            | 3            | 2            | 8            | 1            | 7            | 19     | 8      | 11     |

G = partite giocate; V = partite vinte; P = partite perse

### Statistiche dei giocatori
| Giocatrice       | LOVB | LOVB | LOVB | LOVB | LOVB | LOVB Classic | LOVB Classic | LOVB Classic | LOVB Classic | LOVB Classic | Totale | Totale | Totale | Totale | Totale |
| Giocatrice       | P    | PT   | AV   | MV   | BV   | P            | PT           | AV           | MV           | BV           | P      | PT     | AV     | MV     | BV     |
| ---------------- | ---- | ---- | ---- | ---- | ---- | ------------ | ------------ | ------------ | ------------ | ------------ | ------ | ------ | ------ | ------ | ------ |
| L. Carlini       | 17   | 52   | 29   | 17   | 6    | 2            | 4            | 3            | 1            | 0            | 19     | 56     | 32     | 18     | 6      |
| C. Chaussee      | 17   | 145  | 136  | 7    | 2    | 2            | 8            | 8            | 0            | 0            | 19     | 153    | 144    | 7      | 2      |
| A. Corrêa        | 14   | 94   | 64   | 26   | 4    | 1            | 2            | 2            | 0            | 0            | 15     | 96     | 66     | 26     | 4      |
| A. Drews         | 16   | 252  | 227  | 12   | 13   | 2            | 19           | 16           | 3            | 0            | 18     | 271    | 243    | 15     | 13     |
| C. Felix         | 0    | 0    | 0    | 0    | 0    | 0            | 0            | 0            | 0            | 0            | 0      | 0      | 0      | 0      | 0      |
| S. Franklin      | 16   | 202  | 182  | 11   | 9    | 2            | 21           | 19           | 1            | 1            | 18     | 223    | 201    | 12     | 10     |
| J. Geerties      | 16   | 101  | 68   | 27   | 6    | 2            | 22           | 20           | 1            | 1            | 18     | 123    | 88     | 28     | 7      |
| M. Hayden        | 11   | 1    | 1    | 0    | 0    | 1            | 1            | 0            | 0            | 1            | 12     | 2      | 1      | 0      | 1      |
| M. Medved        | 14   | 96   | 77   | 11   | 8    | 2            | 0            | 0            | 0            | 0            | 16     | 96     | 77     | 11     | 8      |
| D. Radenković    | 10   | 1    | 0    | 0    | 1    | 1            | 0            | 0            | 0            | 0            | 11     | 1      | 0      | 0      | 1      |
| P. Reagor        | 1    | 0    | 0    | 0    | 0    | -            | -            | -            | -            | -            | 1      | 0      | 0      | 0      | 0      |
| T. Sandbothe     | 14   | 0    | 0    | 0    | 0    | 2            | 14           | 10           | 3            | 1            | 16     | 14     | 10     | 3      | 1      |
| D. Santana       | 6    | 86   | 56   | 15   | 15   | 0            | 0            | 0            | 0            | 0            | 6      | 86     | 56     | 15     | 15     |
| A. Stevenson     | 17   | 58   | 54   | 3    | 1    | 2            | 16           | 13           | 1            | 2            | 19     | 74     | 67     | 4      | 3      |
| T. Thomas-Ailara | 10   | 0    | 0    | 0    | 0    | 2            | 2            | 2            | 0            | 0            | 12     | 2      | 2      | 0      | 0      |
| Wang S.m.        | 7    | 18   | 15   | 3    | 0    | 1            | 0            | 0            | 0            | 0            | 1      | 18     | 15     | 3      | 0      |